# Ormond Stone

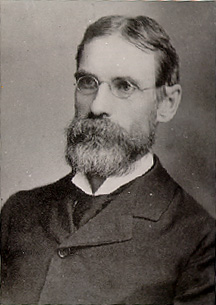

Ormond Stone (ur. 11 stycznia 1847 w Pekinie w stanie Illinois, zm. 17 stycznia 1933 w Centreville) – amerykański astronom, matematyk i pedagog. Kierownik obserwatorium astronomicznego Cincinnati Observatory, a w późniejszym czasie pierwszy kierownik McCormick Observatory przy University of Virginia. Założyciel czasopisma naukowego „Annals of Mathematics”. Odkrył szereg obiektów NGC.
Zginął, potrącony przez samochód.